# Ibrahim Khan
Ibrahim Khan (1565 - 1621) fou un príncep otomà ancestre de la família Ibrahim-Khanzade. Era fill d'Esmakhan Sultan, filla de Selim II, morta el 1585, i de Sokollu Mehmet Paşa, que fou gran visir.
Vers 1610 era beglerbegi de Bòsnia, única excepció a la norma de Mehmed II que establia que els fills de les princeses otomanes no podien tenir un rang superior al de sandjakbegi.
Va morir el 1621 i fou enterrat al coxstat del seu pare, a la Mesquita d'Eyüp Sultan.